# SC Schlesien Breslau
SC Schlesien Breslau – niemiecki klub piłkarski z siedzibą we Wrocławiu, działający w latach 1901–1934.

## Historia
W 1901 roku został założony klub SC Schlesien Breslau (później znany jako VfB Breslau). W 1905 zdobył mistrzostwo Wrocławia i startował w rundzie finałowej Mistrzostw Niemiec. W I rundzie pokonał SC Alemannię Cottbus 5:1, ale w następnej rundzie nie wystąpił przeciwko zespołowi Magdeburger FC Viktoria 1896. W następnym sezonie 1905/06 ponownie brał udział w rundzie finałowej Mistrzostw Niemiec, gdzie został pokonany przez BFC Herthę 92 wynikiem 1:7, w sezonie 1906/07 ponownie został pokonany przez BFC Viktorię 1889 wynikiem 1:2.
W 1934 połączył się z klubem VfR 1897 Breslau, tworząc klub VfR Schlesien 1897 Breslau.

## Sukcesy
- uczestnik turnieju finałowego o mistrzostwo Niemiec: 1905, 1906, 1907
- mistrz Südostdeutscher Fussball Verband (Południowo-wschodniego Niemieckiego Związku Piłkarskiego): 1906, 1907
- pierwszy mistrz Wrocławia: 1904, 1905, 1906, 1907, 1921